# Campionati europei di atletica leggera 2018 - Lancio del giavellotto maschile
Il lancio del giavellotto maschile ai Campionati europei di atletica leggera 2018 si è svolto l'8 e il 9 agosto 2018.

## Podio
| Oro     | Thomas Röhler Germania   |
| Argento | Andreas Hofmann Germania |
| Bronzo  | Magnus Kirt Estonia      |

## Record
Prima di questa competizione, il record del mondo (RM), il record europeo (EU) ed il record dei campionati (RC) sono i seguenti:
| Record                | Prestazione | Atleta                      | Data                              | Competizione |
| --------------------- | ----------- | --------------------------- | --------------------------------- | ------------ |
| Record mondiale       | 98,48 m     | Jan Železný Rep. Ceca       | 25 maggio 1996 Jena, Germania     |              |
| Record europeo        | 98,48 m     | Jan Železný Rep. Ceca       | 25 maggio 1996 Jena, Germania     |              |
| Record dei campionati | 89,72 m     | Steve Backley Gran Bretagna | 23 agosto 1998 Budapest, Ungheria | Europei 1998 |

## Risultati

### Qualificazione
Si qualificano alla finale gli atleti che lanciano 82,00 m (Q) o le dodici migliori misure (q).
| Pos | Gruppo | Atleta              | Nazionalità          | 1ª prova | 2ª prova | 3ª prova | Risultato | Note                                     |
| --- | ------ | ------------------- | -------------------- | -------- | -------- | -------- | --------- | ---------------------------------------- |
| 1   | B      | Johannes Vetter     | Germania             | 87.39    |          |          | 87.39     | Q                                        |
| 2   | B      | Thomas Röhler       | Germania             | x        | 78,95    | 85,47    | 85,47     | Q                                        |
| 3   | A      | Marcin Krukowski    | Polonia              | 84,35    |          |          | 84,35     | Q                                        |
| 4   | B      | Cyprian Mrzygłód    | Polonia              | 80,52    | 83,85    |          | 83,85     | Q                                        |
| 5   | B      | Magnus Kirt         | Estonia              | 83,15    |          |          | 83,15     | Q                                        |
| 6   | A      | Andreas Hofmann     | Germania             | 82,36    |          |          | 82,36     | Q                                        |
| 7   | A      | Rolands Štrobinders | Lettonia             | 76,00    | 81,93    | 78,07    | 81,93     | q                                        |
| 8   | A      | Edis Matusevičius   | Lituania             | 79,45    | 79,49    | 81,08    | 81,08     | q                                        |
| 9   | B      | Andrian Mardare     | Moldavia             | 78,63    | 80,46    | 80,31    | 80,46     | q                                        |
| 10  | B      | Jakub Vadlejch      | Rep. Ceca            | x        | 80,28    | x        | 80,28     | q                                        |
| 11  | A      | Antti Ruuskanen     | Finlandia            | x        | 77,40    | 79,93    | 79,93     | q                                        |
| 12  | A      | Petr Frydrych       | Rep. Ceca            | 77,02    | 74,55    | 79,74    | 79,74     | q                                        |
| 13  | A      | Gatis Cakss         | Lettonia             | 78,13    | x        | 75,94    | 78,13     |                                          |
| 14  | B      | Patriks Gailums     | Lettonia             | 78,10    | x        | 75,79    | 78,10     | Miglior prestazione personale stagionale |
| 15  | A      | Tanel Laanmäe       | Estonia              | 77,21    | x        | x        | 77,21     |                                          |
| 16  | B      | Oliver Helander     | Finlandia            | x        | x        | 76,64    | 76,64     |                                          |
| 17  | A      | Alexandru Novac     | Romania              | 72,81    | x        | 76,44    | 76,44     |                                          |
| 18  | A      | Vedran Samac        | Serbia               | x        | 75,89    | 75,67    | 75,89     |                                          |
| 19  | B      | Jaroslav Jilek      | Rep. Ceca            | 75,83    | 75,80    | 73,06    | 75,83     |                                          |
| 20  | B      | Sindri Guðmundsson  | Islanda              | 72,40    | 74,91    | 74,13    | 74,91     |                                          |
| 21  | B      | Bartosz Osewski     | Polonia              | 73,56    | 73,37    | 74,80    | 74,80     |                                          |
| 22  | A      | Yuriy Kushniruk     | Ucraina              | 72,17    | 71,36    | 73,79    | 73,79     |                                          |
| 23  | B      | Pavel Mialeshka     | Bielorussia          | 73,55    | x        | x        | 73,55     |                                          |
| 24  | A      | Nicolas Quijera     | Spagna               | 73,27    | x        | 71,04    | 73,27     |                                          |
| 25  | B      | Jiannis Smalios     | Svezia               | x        | 68,61    | 72,09    | 72,09     |                                          |
| 26  | A      | Roberto Bertolini   | Italia               | 71,94    | 71,64    | x        | 71,94     |                                          |
| 27  | B      | Norbert Rivasz-Tóth | Ungheria             | x        | x        | 69,94    | 69,94     |                                          |
| 28  | A      | Dejan Mileusnic     | Bosnia ed Erzegovina | 67,16    | x        | x        | 67,16     |                                          |

### Finale
La finale è stata vinta dal tedesco Thomas Röhler.
| Pos.    | Atleta              | Nazionalità | 1ª prova | 2ª prova | 3ª prova | 4ª prova | 5ª prova | 6ª prova | Risultato | Note                                     |
| ------- | ------------------- | ----------- | -------- | -------- | -------- | -------- | -------- | -------- | --------- | ---------------------------------------- |
| Oro     | Thomas Röhler       | Germania    | x        | 88,02    | 89,47    | 87,58    | –        | 87,90    | 89,47     |                                          |
| Argento | Andreas Hofmann     | Germania    | 85,61    | 87,60    | x        | x        | x        | 85,48    | 87,60     |                                          |
| Bronzo  | Magnus Kirt         | Estonia     | 85,96    | x        | 82,84    | 81,67    | 82,46    | 84,81    | 85,96     |                                          |
| 4       | Marcin Krukowski    | Polonia     | 77,83    | 76,04    | 84,55    | 83,28    | 82,84    | x        | 84,55     | Miglior prestazione personale stagionale |
| 5       | Johannes Vetter     | Germania    | x        | 82,59    | 81,51    | x        | 83,27    | 80,01    | 83,27     |                                          |
| 6       | Antti Ruuskanen     | Finlandia   | 80,,13   | x        | 80,38    | x        | 81,70    | x        | 81,70     |                                          |
| 7       | Andrian Mardare     | Moldavia    | 81,54    | x        | 80,41    | x        | 80,33    | x        | 81,54     |                                          |
| 8       | Jakub Vadlejch      | Rep. Ceca   | 80,64    | x        | x        | x        | x        | x        | 80,64     |                                          |
| 9       | Cyprian Mrzygłód    | Polonia     | 76,97    | 78,21    | 80,20    |          |          |          | 80,20     |                                          |
| 10      | Edis Matusevičius   | Lituania    | 77,64    | 76,66    | x        |          |          |          | 77,64     |                                          |
| 11      | Rolands Štrobinders | Lettonia    | 75,76    | 76,59    | x        |          |          |          | 76,59     |                                          |
| 12      | Petr Frydrych       | Rep. Ceca   | 72,79    | x        | x        |          |          |          | 72,79     |                                          |